# Crocomela acuminata
Crocomela acuminata är en fjärilsart som beskrevs av Erich Martin Hering 1925. Crocomela acuminata ingår i släktet Crocomela och familjen björnspinnare. Inga underarter finns listade i Catalogue of Life.